# Municipio de Brooke
El municipio de Brooke (en inglés: Brooke Township) es un municipio ubicado en el condado de Buena Vista en el estado estadounidense de Iowa. En el año 2010 tenía una población de 140 habitantes y una densidad poblacional de 1,48 personas por km².

## Geografía
El municipio de Brooke se encuentra ubicado en las coordenadas 42°51′47″N 95°20′7″O / 42.86306, -95.33528. Según la Oficina del Censo de los Estados Unidos, el municipio tiene una superficie total de 94.61 km², de la cual 94,54 km² corresponden a tierra firme y (0,08 %) 0,08 km² es agua.

## Demografía
Según el censo de 2010, había 140 personas residiendo en el municipio de Brooke. La densidad de población era de 1,48 hab./km². De los 140 habitantes, el municipio de Brooke estaba compuesto por el 97,14 % blancos, el 2,14 % eran asiáticos, el 0,71 % eran de otras razas. Del total de la población el 0,71 % eran hispanos o latinos de cualquier raza.